# فحص التفاعلات بين البروتينات
يُشير فحص التفاعلات بين البروتينات إلى تحديد تفاعلات البروتينات من خلال طرق الفحص عالي الإنتاجية مثل الاستعانة بالكمبيوتر و/أو الإنسان الآلي في قراءة اللوحات وتحليل التدفق الخلوي.
فتلعب التفاعلات التي تحدث بين البروتينات دورًا رئيسيًا تقريبًا في كل عملية في الخلايا الحية. وتساعد المعلومات المتعلقة بهذه التفاعلات في تحسين فهم الأمراض ووضع أساس لطرق العلاج الجديدة.

## طرق فحص التفاعلات بين البروتينات
بالرغم من وجود طرق عديدة لاكتشاف التفاعلات بين البروتينات، إلا أن غالبية تلك الطرق— مثل الترسيب المناعي التزامني ونقل طاقة الرنين الفلورية (FRET) وقياس تداخل الاستقطاب المزدوج— لا تعتبر طرقًا للفحص.
طرق الفحص هي طرق فحص التفاعلات بين البروتينات في الخلايا الحية.
- التتام الفلوري ثنائي الجزيء (BiFC) هي تقنية جديدة لرصد تفاعلات البروتينات. ويمكن أن يتيح الجمع بينها وبين تقنيات أخرى جديدة مثل DERB إمكانية فحص التفاعلات بين البروتينات ومضمناتها.
- إن الفحص ثنائي التهجين للخميرة يدرس التفاعل بين بروتينات الاندماج الاصطناعي داخل نواة الخميرة. ويمكن لهذه الطريقة تحديد الشركاء المرتبطين في البروتين من دون انحياز. ومع ذلك، فإن هذه الطريقة معروفة بنسبة عالية من النتائج الإيجابية الكاذبة، الأمر الذي يجعل من الضروري التحقق من التفاعلات المحددة عن طريق الترسيب المناعي التزامني.[1]

طرق الفحص ==داخل الجسم==
- تسمح طريقة تنقية التقارب الترادفي (TAP) بتحديد تفاعلات البروتينات بصورة عالية الإنتاجية. وعلى عكس طريقة الفحص ثنائي التهجين (Y2H)، يمكن مقارنة دقة هذه الطريقة بدقة التجارب محدودة النطاق (كولينز وآخرون 2007) ويتم اكتشاف التفاعلات داخل البيئة الخلوية الصحيحة كما هو الحال في الترسيب المناعي التزامني. ومع ذلك، فإن طريقة تنقية التقارب الترادفي (TAP) تتطلب خطوتين متعاقبتين لتنقية البروتين وبالتالي لا يمكن اكتشاف التفاعلات العابرة بين البروتينات بسهولة. وقد أجرى كروغان وآخرون، 2006،[2] وجافين وآخرون، 2006،[3] تجارب حديثة لطريقة تنقية التقارب الترادفي (TAP) على مستوى الجينوم، مما أتاح توفير بيانات محدثة حول تفاعل البروتينات للكائنات الخمرية.
- وغالبًا ما يستخدم التشابك الكيميائي «لإصلاح» تفاعلات البروتينات الجارية قبل محاولة عزل/تحديد البروتينات المتفاعلة. وتشمل المتشابكات الشائعة لهذا التطبيق المتشابكة غير الشطورية [إن إتش إس-استر] (NHS-ester)، و[مكرر-بروبيونات سلفوسينيميديال] (-bis-sulfosuccinimidyl suberate) (BS3)؛ وهي نسخة شطورية من متشابكة بي إس 3 (BS3) و[ديثيوبيس (بروبيونات سلفوسينيميديال)] (dithiobis(sulfosuccinimidyl propionate)) (DTSSP)؛ ومتشابكة [إيمدويستر] (imidoester) [ديثيوبيسبروبيونيميديت ثنائي الميثيل] (dimethyl dithiobispropionimidate) (DTBP) التي تشتهر بإصلاح التفاعلات التي تحدث في اختبارات الترسيب المناعي الكروماتيني (ChIP).[4]

## وصلات خارجية

### Protein–protein interaction databases
- قاعدة البيانات المرجعية للبروتين البشري HPRD، وهي قاعدة بيانات منسقة (يدويًا) لمعلومات البروتين البشري باستخدام أدوات التصور نسخة محفوظة 27 سبتمبر 2019 على موقع واي باك مشين.
- قاعدة بيانات IntAct Interaction، وهي مستودع عام لبيانات التفاعل الجزيئي المنسقة يدويًا من الأدبيات
- قاعدة بيانات DIP للبروتينات المتفاعلة، وهي عبارة عن كتالوج يدوي وآلي للتفاعلات المحددة تجريبيًا بين البروتينات
- قاعدة بيانات MINT Molecular INTeraction، وهي أداة تركز على تفاعلات البروتين التي تم التحقق منها تجريبيًا والتي تم استخراجها من الأدبيات من قبل القيمين على المعرض.
- قاعدة بيانات التفاعل بين البروتين والبروتين في الثدييات MIPS، قاعدة بيانات التفاعل بين البروتين والبروتين في الثدييات MIPS نسخة محفوظة 18 مارس 2017 على موقع واي باك مشين..